# Landessportbund Berlin
Der Landessportbund Berlin (LSB Berlin) ist der – 1949 gegründete – freie und unabhängige Zusammenschluss der Fachverbände des Amateursports, der Bezirkssportbünde, der dem Sport dienenden sonstigen Institutionen im Land Berlin und der Sportvereine, die bei ihm Mitglied sind.
Mit rund 780.000 Mitgliedschaften im Jahr 2024 ist der LSB Berlin die größte gemeinnützige Organisation im Land Berlin. Der Landessportbund Berlin ist darüber hinaus einer von 16 regionalen Verbänden im Deutschen Olympischen Sportbund (DOSB).
Der LSB Berlin ist Partner des Publikumspreises „CHAMPIONS – Berlins Sportler des Jahres“, der seit 1979 vergeben wird. Seit 1986 wird der Preis in den vier Kategorien Sportlerin, Sportler, Mannschaft und Trainer/Managerin des Jahres ausgelobt.

## Organisation

### Struktur
Im LSB sind 80 Sportverbände, davon zwölf Bezirkssportbünde, mit etwa 2.300 Vereinen zusammengeschlossen, in denen rund 781.000 Mitgliedschaften (Stichtag 1. Januar 2024) registriert sind. In Berlin unterstützen etwa 60.000 ehrenamtliche Helfer den Landessportbund und helfen bei der Gestaltung gesunder Freizeitbeschäftigungen für Kinder, Jugendliche und Erwachsene. Sie übernehmen Aufgaben in der pädagogischen Betreuung, leisten Helferdienste und Organisationsarbeiten oder stellen sich für Führungspositionen in den Sportorganisationen zur Verfügung.
Präsident des LSB ist seit 23. November 2018 Thomas Härtel.

### Aufgaben
Der LSB wirkt als Dachverband des Berliner Sports und koordiniert sämtliche Aktivitäten im Freizeit-, Breiten- und Leistungssport in enger Verbindung zum Sport an Schulen und Hochschulen sowie zu den Sportwissenschaften. Nach dem Gesetz über die Förderung des Sports im Lande Berlin (Sportförderungsgesetz – SportFG) vom 6. Januar 1989, zuletzt geändert durch Gesetz vom 25. Mai 2006 wird jedoch nicht nur der Landessportbund, sondern alle gemeinnützigen Sportvereine gefördert.
Zu den weiteren Aufgaben des LSB zählen:
- die Förderung des Sportstättenbaus (Renovierungen und Instandsetzung, Neubauten);
- die Aus- und Weiterbildung von Übungsleitern, Jugendleitern, Sportlehrern etc. (Sportschule des LSB);
- die Jugendarbeit und Jugendpflege;
- die Öffentlichkeitsarbeit (Werbeaufgaben, Redaktion und Herausgabe der Monatszeitschrift „Sport in Berlin“);
- die Verwaltung im Bereich der Finanzen und der Organisation (Zuschüsse, Rechtsfragen, Versicherungsfragen etc.);
- die Unterstützung von sozialen und kulturellen Einrichtungen und Vorhaben im Bereich des Sports;
- die Interessenvertretung des Sports gegenüber der kommunalen Verwaltung, dem Abgeordnetenhaus sowie dem Senat und der Öffentlichkeit;
- die Vermittlung des Versicherungsschutzes für die Sporttreibenden.

### Mitgliedsorganisationen
Folgende 80 Verbände und Bezirkssportbünde sind im Jahr 2024 Mitglieder des Landessportbundes Berlin:
| Nr. | Name                                                          | Nr. | Name                                                        | Nr. | Name                                                                |
| --- | ------------------------------------------------------------- | --- | ----------------------------------------------------------- | --- | ------------------------------------------------------------------- |
| 1   | Aikido-Verband Berlin-Brandenburg                             | 28  | Berliner Sportärztebund                                     | 55  | Floorball Verband Berlin-Brandenburg                                |
| 2   | American Football und Cheerleading Verband Berlin/Brandenburg | 29  | Berliner Taekwondo Verband                                  | 56  | Forum für Sportgeschichte Fördererverein für das Sportmuseum Berlin |
| 3   | Arbeitsgemeinschaft Friedrichshainer-Kreuzberger Sportvereine | 30  | Berliner Tischtennis Verband                                | 57  | Gehörlosen-Sportverband Berlin-Brandenburg                          |
| 4   | Badminton-Verband Berlin-Brandenburg                          | 31  | Berliner Triathlon Union                                    | 58  | Golfverband Berlin-Brandenburg                                      |
| 5   | Bahnengolf-Verband Berlin-Brandenburg                         | 32  | Berliner Turn- und Freizeitsport-Bund                       | 59  | Handball-Verband Berlin                                             |
| 6   | Baseball- und Softballverband Berlin/Brandenburg              | 33  | Berliner Verband für Modernen Fünfkampf                     | 60  | Inline- und Rollsport-Verband Berlin                                |
| 7   | Behinderten-Sportverband Berlin                               | 34  | Berliner Wanderverband                                      | 61  | Judo-Verband Berlin                                                 |
| 8   | Berlin-Brandenburger Kick-Box-Union                           | 35  | Betriebssportverband Berlin                                 | 62  | Fachverband für Budopraktiken                                       |
| 9   | Berlin-Brandenburger Wasserski – Verband                      | 36  | Bezirkssportbund Berlin – Mitte                             | 63  | Landes-Kanu-Verband Berlin                                          |
| 10  | Berliner Basketball Verband                                   | 37  | Bezirkssportbund Berlin-Pankow                              | 64  | Landesfachverband Berlin für Kegeln und Bowling                     |
| 11  | Berliner Box-Verband                                          | 38  | Bezirkssportbund Charlottenburg-Wilmersdorf                 | 65  | Landesfachverband für Motorsport Berlin                             |
| 12  | Berliner Castingsport- und Anglerverband                      | 39  | Bezirkssportbund Lichtenberg                                | 66  | Landesruderverband Berlin                                           |
| 13  | Berliner Eissport-Verband                                     | 40  | Bezirkssportbund Marzahn-Hellersdorf                        | 67  | Landestanzsportverband Berlin                                       |
| 14  | Berliner Fechterbund                                          | 41  | Bezirkssportbund Neukölln                                   | 68  | Landestauchsportverband Berlin                                      |
| 15  | Berliner Fußball-Verband                                      | 42  | Bezirkssportbund Reinickendorf                              | 69  | Landesverband Berlin des Deutschen Alpenvereins                     |
| 16  | Berliner Gesellschaft für Prävention und Rehabilitation       | 43  | Bezirkssportbund Spandau                                    | 70  | Landesverband Freikörperkultur Berlin-Brandenburg                   |
| 17  | Berliner Gewichtheber- und Kraftsportverband                  | 44  | Bezirkssportbund Steglitz-Zehlendorf                        | 71  | Landesverband Pferdesport Berlin-Brandenburg                        |
| 18  | Berliner Hockey-Verband                                       | 45  | Bezirkssportbund Tempelhof-Schöneberg                       | 72  | Motoryachtverband Berlin                                            |
| 19  | Berliner Ju-Jutsu Verband                                     | 46  | Bezirkssportbund Treptow-Köpenick                           | 73  | Schützenverband Berlin-Brandenburg                                  |
| 20  | Berliner Karate Verband                                       | 47  | Billard Verband Berlin 49/76                                | 74  | Skiverband Berlin                                                   |
| 21  | Berliner Leichtathletik-Verband                               | 48  | Dartverband Berlin-Brandenburg                              | 75  | Special Olympics Deutschland in Berlin                              |
| 22  | Berliner Radsport Verband                                     | 49  | Deutsche Jugendkraft Landesgemeinschaft Berlin              | 76  | Tennis-Verband Berlin-Brandenburg                                   |
| 23  | Berliner Ringer-Verband                                       | 50  | Deutsche Lebens-Rettungs-Gesellschaft, LV Berlin            | 77  | Trägerverein des Olympiastützpunktes Berlin                         |
| 24  | Berliner Rugby-Verband                                        | 51  | Deutsche Olympische Gesellschaft (DOG) Landesverband Berlin | 78  | Verband der Sportjournalisten Berlin-Brandenburg                    |
| 25  | Berliner Schachverband                                        | 52  | Deutscher Aero-Club, Luftfahrtverband Berlin                | 79  | Verein für Sport und Jugendsozialarbeit                             |
| 26  | Berliner Schwimm-Verband                                      | 53  | Deutscher Sportlehrerverband, LV Berlin                     | 80  | Volleyball-Verband Berlin                                           |
| 27  | Berliner Segler-Verband                                       | 54  | Evangelische Sportarbeit Berlin – Brandenburg               |     |                                                                     |

## Geschichte

### 1945–1949
Die Stadt Berlin wurde durch den Zweiten Weltkrieg weitgehend zerstört, es gab kaum funktionierende Infrastruktur oder Verwaltung und insgesamt wurden zwei Drittel der Sportstätten in Berlin zertrümmert. Bereits am 7. Juni 1945 kam es zur Gründung des „Sportamts der Stadt Berlin“ und kurz darauf konstituierte sich der „Zentrale Sportausschuss“. Mehrere Bezirkssportämter und vor allem kommunale Sportgruppen wurden auf Grundlage der Bestimmungen der Alliierten Kontrollratsdirektive Nr. 23 errichtet, die in wenigen Wochen 15.000 Sportlerinnen und Sportler registrierten. Im Zuge der Reorganisation erließ das Sportamt erste Richtlinien für den Wiederaufbau der Sportbewegung in Berlin, um so die Weichen für einen kommunal strukturierten Sport zu stellen. Zwar kam es Ende 1945 zum Beginn eines regelmäßigen Spielbetriebs von Ballsportarten, die Zulassung von Sportvereinen wurde jedoch weiterhin durch die Alliierten abgelehnt, die die bisher bestehenden kommunalen Sportgruppen unterstützten.
Bis 1949 sollte es bei diesem Verbot bleiben, jedoch kam es am 1. Oktober 1948 zur Gründung des Deutschen Sportausschusses (DS) in der sowjetischen Besatzungszone und kurz darauf zur Lizenzierung eines Sportdachverbandes im wirtschaftlich und politisch abgeschnürten Westteil Berlins, sodass auch der Ost-Berliner Sportausschuss im Januar 1949 die Gründung eines eigenen Verband durchzusetzen versuchte. Im März desselben Jahres kam es durch den Beschluss des Magistrats zur Aufhebung der städtischen Verwaltung des Sports (Kommunalsport) für den sowjetischen Sektor und so bildeten sich die ersten Sport- und Betriebssportgemeinschaften, die künftig die Grundstruktur des DDR-Sports bildeten. Eine Versammlung von mehr als 1.000 Vereinsvertretern des West-Berliner Sports am 30. März 1949 sollte zu einer grundlegenden Änderung der Sportverwaltung in Berlin führen. Ergebnis der Versammlung waren zum einen der Beschluss über Beendigung des Kommunalsports und die Unterstützung eines freien und demokratischen Vereinssports sowie der Beschluss über die Gründung eines für alle Vereine und Verbände umfassenden Gesamtverbandes.

### 1949 bis 1989
Am 29. Oktober 1949 kam es zur offiziellen Gründung des Sportverbandes Groß-Berlin und im Zuge dessen zur Festlegung der Hauptaufgabe des Sportverbandes, eine möglichst weite Erfassung der Jugend durch den Sport unter dem Schwergewicht der erzieherischen Werte (also nicht leistungsorientiert) des Sports insgesamt voranzutreiben. Gerhard Schlegel wurde durch 173 stimmberechtigte Vereinsvertreter zum 1. Vorsitzenden des Verbandes gewählt.
Später kam es durch den Deutschen Sportausschuß zum Beschluss der Reorganisation des Sports in der DDR durch die Bildung gewerkschaftlich strukturierter Sportvereinigungen. Immer wieder auftretende Kompetenzkämpfe zwischen dem Hauptamt für Leibesübungen des Magistrats und dem Sportverband veranlassten den für Sport zuständigen Volksbildungsstadtrat May, diesen Machtkampf im Januar 1950 zu Gunsten des organisierten Sports zu beenden und so den Dachverband zu stärken. Im Sommer 1951 wurde der Sportverband Berlin nach Auseinandersetzungen und mehreren außerordentlichen Mitgliederversammlungen von einem „Verband der Vereine“ in einen „Verband der Verbände“ umgewandelt und aufgrund der neuen Satzung kam es auf der folgenden Mitgliederversammlung zu erheblichen Veränderungen im Vorstand, sodass u. a. Werner Ruhemann mit einer Stimme Mehrheit zum neuen 1. Vorsitzenden gewählt wurde.
In den folgenden Jahren blieb auch die Trennung des Sports beeinflusst durch die Trennung der BRD und DDR zwischen West und Ost bestehen, zwischenzeitlich kam es am 21. September 1952 zum Abbruch der deutsch-deutschen Sportbeziehungen, die jedoch bald darauf wieder aufgenommen wurden. Anfang Juli 1953 verstarb der 1. Vorsitzende Ruhemann, sodass es im folgenden September zu Neuwahlen des Vorstandes kam, bei denen Christian Pfeil zum neuen Vorsitzenden des Verbandes gewählt wurde.
Später kam es zu kontroversen Diskussionen um die politische Neutralität des Sports, die nicht nur durch den Kalten Krieg zwischen Ost und West auf der Ebene des Deutschen Sportbundes ausgelöst wurden, sondern auch in den Gliederungen der Sportjugend um den Wehrbeitrag zum Aufbau der Bundeswehr. Als Zeichen für den bestehenden deutsch-deutschen Sportverkehr startete folgend erstmals eine gemeinsame deutsche Mannschaft bei den Winterspielen in Cortina (1956) und bei den Sommerspielen in Melbourne (1956). Im selben Jahr kam es zur erneuten Wahl von Gerhard Schlegel zum Präsidenten des Landessportbundes, der damit seine zweite Amtszeit antrat. Durch den Mauerbau am 13. August 1961 wurden allerdings die letzten Ost-West-Sportkontakte unterbrochen und durch den Deutschen Sportbund „eingefroren“. Sowohl in der BRD als auch in der DDR wurde der Auf- und Ausbau des Sports weiter vorangetrieben.
Ende 1965 kam es durch den Deutschen Sportbund zur Wiederaufnahme des gesamtdeutschen Sportverkehrs.
Am 22. Juni 1967 erhielt der LSB seinen noch heute bestehenden Namen, so wurde der Sportverband Berlin umbenannt in den Landessportbund Berlin. Ende der 1960er Jahre wurde in den Vereinen und Verbänden festgestellt, dass die Förderung des Breitensports nur langsam anlief, sodass es in den folgenden Jahren verstärkt zu Breitensportaktionen des Deutschen Sportbundes kam. Das Deutsche Turnfest fand vom 22. Mai bis zum 3. Juni 1968 statt und wurde zur größten Berliner Sportveranstaltung seit Kriegsende. Nach Meinungsverschiedenheiten über die Förderung der zunehmend errichteten Landesleistungszentren trat Gerhard Schlegel zurück, dessen Amt zunächst kommissarisch von Werner Hannemann bis zur Berufung von Hans Gleisberg übernommen wurde. Im Oktober 1975 trat ein neuer Organisationsplan im LSB in Kraft, durch den die drei Referate Sport und Ausbildung, Finanzen und Verwaltung und Sportjugend gegründet wurden. Zwei Jahre später kam es am 22. April 1977 zu einer weiteren Veränderung im Präsidium des LSB, sodass Horst Korber zum neuen Präsidenten gewählt wurde. In den folgenden Jahren kam es zu immer weiteren Förderkonzepten des Leistungssports, die den Landessportbund zur Intensivierung der Arbeit in den Landesleistungszentren und mit dem Nachwuchs antrieben. Im Oktober 1981 übernahm Reinhard Krieg das Amt des verstorbenen Horst Korber.
Anfang der 1980er Jahre zeichnete sich der LSB durch die immer stärker werdende Unterstützung von Ausländern aus. Zusammen mit der Sportjugend Berlin wurde versucht den Sport zu nutzen, um ausländische Mitbürger zu integrieren (beispielsweise wurde im August 1983 eine Sportberatungsstelle für Ausländer eröffnet). Auch die Förderung des Leistungssports wurde weiter vorangetrieben, sodass der Olympiastützpunkt, nachdem Manfred von Richthofen am 5. Juni 1985 zum neuen Präsidenten des Landessportbundes gewählt wurde, im Juni 1987 seine Tätigkeit aufnahm.

### Seit 1990
In den Jahren kurz vor und nach der Wiedervereinigung kam es zum bisher größten Zuwachs an registrierten Mitglieder im Landessportbund Berlin, so traten zwischen 1983 und 1993 rund 150.000 neue Mitglieder in die Sportvereine Berlins ein.
Schwierigkeiten wegen der Wiedervereinigung des Berliner Sports gab es nicht. Die Mitglieder des Turn- und Sportbundes Ost-Berlin schlossen sich dem LSB Berlin an und das Präsidium wurde dadurch um drei Ost-Berliner Mitglieder (auf dann 12 Mitglieder) erweitert. Von dem Mauerfall am 9. November 1989 bis zum Ende des Jahres 1989 kam es in Deutschland zu insgesamt 200 Ost-West-Sportbegegnungen, insbesondere zwischen Sportvereinen aus dem West- und Ostteil Berlins. Mit dem Beschluss der Auflösung des DTSB der DDR zum 5. Dezember 1990 endete die Geschichte des DDR-Sports und kurz darauf kam es im November zur Vereinigung der beiden Nationalen Olympischen Komitees.
In den 1990er Jahren kam es zunehmend zu Forderungen und später zur Förderung der Sanierung von Sportstätten und zudem wurde der Wunsch nach der Förderung des Breitensports immer größer, da bisher hauptsächlich Augenmerk auf den Leistungssport gelegt wurde (unter anderem hatte die Olympiabewerbung der Stadt hohe Priorität). Kurz vor der Jahrtausendwende fand am 5. September 1998 die erste Landeskonferenz Breitensport statt, auf der das Vorantreiben des Kinder- und Jugendsports als oberste Priorität für die Zukunft festgelegt wurde. Im Jahre 2000 kam es zum erneuten Wechsel des ehrenamtlichen Präsidenten des Landessportbundes Berlin. Peter Hanisch wurde zum neuen Vorsitzenden des LSB gewählt. Die Gesamtzahl des Präsidiums wurde 2006 um ein Mitglied auf die heutige Anzahl von elf Präsidiumsmitgliedern reduziert. Hanisch sollte das Amt bis 2009 innehalten und holte während seiner Amtszeit beispielsweise das Internationale Deutsche Turnfest nach Berlin. Aus Altersgründen verzichtete er 2009 auf eine weitere Kandidatur und gab das Amt des 1. Vorsitzenden am 5. Juni 2009 an Klaus Böger ab.
Der seit Gründung des LSB bestehende stetige Mitgliederzuwachs hält bis heute an, sodass der Landessportbund Berlin momentan die bisher höchste Anzahl von etwa 685.000 Mitgliedern registriert. Innerhalb des Landessportbundes stehen schon seit Jahrzehnten der Fußball- und Turnverband an der Spitze der mitgliederstärksten Organisationen.

## Sportjugend Berlin
Die Sportjugend Berlin ist die Jugendorganisation des Landessportbundes Berlin und stellt die demokratische Dachorganisation für den Kinder- und Jugendsport dar. Als anerkannter freier Träger der Jugendhilfe ist es die Aufgabe der Sportjugend die Interessen für etwa 220.000 Kinder und Jugendliche in fast 2.000 Berliner Sportvereinen zu vertreten.
Neben der Interessenvertretung fungiert die Sportjugend Berlin als Träger von sportlichen Einrichtungen und Projekten der Jugendsozialarbeit, Freizeitpädagogik und außerschulischen Jugendbildung. Dabei verpflichtet sich die Sportjugend auf demokratische Grundsätze (z. B. Mitbestimmungsrecht) junger Menschen sowie auf das Satzungsmäßige Recht auf Eigenständigkeit innerhalb des Landessportbundes Berlin.

## Sporteinrichtungen

### Olympiastützpunkt
Der Olympiastützpunkt (OSP) Berlin wurde 1987 als Element des nationalen Gesamtkonzeptes des Deutschen Olympischen Sportbundes (damals „Deutscher Sportbund“), gegründet. Unter dem Dach eines eigenen Trägervereins (seit 1997), stellt der OSP die Drehscheibe des Leistungssports in Berlin und Umgebung dar.
Der OSP steuert – in Abstimmung mit dem LSB und weiteren Partnern – die Entwicklung von Sportlerinnen und Sportlern der Berliner Schwerpunktsportarten vom Nachwuchs bis zur Spitze in der Region und bietet allen Bundeskaderathleten in der Bundeshauptstadt ein ganzheitliches sportmedizinisches, physiotherapeutisches, trainingswissenschaftliches, sportpsychologisches und soziales Betreuungsangebot. Finanziert wird die Arbeit des Olympiastützpunktes überwiegend aus Mitteln des Bundes sowie durch einen wesentlichen Beitrag des Landes Berlin.
Weiterhin übernimmt der OSP über originäre Betreuungsaufgaben hinaus wichtige infrastrukturelle Aufgaben für die Region:
- Unterstützung bei der effizienteren Verzahnung von leistungssportlichem Training und schulischer Ausbildung;
- Regelung von Kooperationen mit Universitäten, Hochschulen, Ausbildungseinrichtungen für eine optimale Verbindung von Leistungssport mit Berufsausbildung;
- Verbesserung der Wohn- und Lebensbedingungen der Sportlerinnen und Sportler (bspw. sportgerechte Ernährung);
- Koordination der Mitfinanzierung von Betriebs- und Unterhaltungskosten durch den Bund;
- Bereitstellung von Trainingszeiten in Sportanlagen, Bau- und Sanierungsarbeiten.

Standorte des Olympiastützpunktes Berlin sind:
- Sportforum Berlin, OSP-Zentrale,
- Sportkomplex Europasportpark, OSP-Außenstelle (einschließlich Funktionsgebäude mit Trainingsstätten für Gewichtheben und Boxen, Velodrom, Schwimm- und Sprunghalle, Sporthallenkomplex),
- Komplex Grünau, OSP-Außenstelle (Wasserfahrsportzentrum: Rudern, Kanurennsport),
- Horst-Korber-Sportzentrum.

### Gerhard-Schlegel-Sportschule
Die Gerhard-Schlegel-Sportschule des LSB Berlin in Berlin-Schöneberg ist die zentrale Aus- und Weiterbildungsinstitution für alle Sportverbände und Sportvereine sowie Sitz zahlreicher Organisationen (unter anderem der KITA-Trägergesellschaft „Kinder in Bewegung“) Berlins. Sie wurde benannt nach Gerhard Schlegel, der von der Gründung des LSB Berlins 1949 bis 1951 und ein zweites Mal von 1965 bis 1972 das Amt des Präsidenten innehatte.
Zum Angebot der Sportschule zählen die Basisausbildung für Trainer beziehungsweise Übungsleiter und Vereinsmanager, des Weiteren wird den Vorständen von Vereinen und Verbänden ermöglicht Lizenzen zu erwerben. Zentrale Aufgabengebiete der Sportschule stellen die Qualifizierung von Trainern im Gesundheitssport sowie die berufliche Qualifikation von Gymnastiklehrern dar. Erstmals seit August 2013 werden auch Erzieher mit sportpädagogischem Profil ausgebildet. Neben den hauptamtlichen Mitarbeiterinnen und Mitarbeitern sind in der Sportschule Dozenten aus Schulen und Hochschulen, aus Vereinen und Verbänden sowie aus Wirtschaft und Verwaltung tätig.
Die Gerhard-Schlegel-Sportschule (mit ihrer Sporthalle) wurde 2006 im Rahmen des Umweltentlastungsprogramms Berlin der Staatsverwaltung für Gesundheit, Umwelt und Verbraucherschulden mit Mitteln der Europäischen Union (EFRE – Europäischer Fonds für regionale Entwicklung) und des Landes Berlin energetisch saniert.

### Horst-Korber-Sportzentrum
Das „Horst-Korber-Sportzentrum“ ist eine Sporteinrichtung des Landessportbundes Berlin, die von 1987 bis 1990 errichtet wurde. Benannt wurde das Sportzentrum nach Horst Korber, dem ehemaligen Präsidenten des Landessportbundes Berlin und Senators für Familie, Jugend und Sport. Es dient als Landesleistungszentrum für die Sportarten Leichtathletik, Handball, Hockey und Volleyball und beinhaltet auch eine Großsporthalle (88 m lang, 48 m breit und 14 m hoch) mit 3.450 Sitzplätzen. Hinzu kommen ein Kraftraum, eine Sauna sowie Physiotherapie- und Seminarräume, die von den Athleten und Trainern genutzt werden können.